# 岡田浩暉
 岡田 浩暉（おかだ こうき、1965年10月26日 - ）は、日本の俳優、歌手であり、「To Be Continued」、「the Garden eel」のボーカル。サーブプロモーションに所属。群馬県太田市出身。群馬県立伊勢崎東高等学校、関東学院大学卒業。血液型はO型。

## 来歴・人物
小学6年生の頃に洋楽にはまり、ギターを始めミュージシャンを目指すようになる。
大学卒業後は地元の群馬へ戻って就職し会社員に。しかし、音楽への夢を諦めきれず26歳でバンド「To Be Continued」としてデビュー。
バンドのPVを見たテレビ局のプロデューサーから、「俳優」として声が掛かる。そして1994年、中山美穂が主演を務めたドラマ『もしも願いが叶うなら』に出演。演技未経験のミュージシャンでありながら好演し、スペシャル版も作られるほどドラマもヒット。同時に挿入歌「君だけを見ていた」が50万枚超を売り上げ、オリコン最高順位4位となるヒットを記録。これを機に、ドラマへの出演オファーが続くようになり、2000年に「To Be Continued」が活動休止に入って以降は俳優として活躍。
2012年、出身地の宣伝を行う「ぐんま特使」に委託された。

## 出演

### テレビドラマ
- もしも願いが叶うなら（1994年、TBS） - 毛利鷹志 役
- 男嫌い（1994年、TBS） - 北沢一也 役
- 愛していると言ってくれ（1995年、TBS） - 矢部健一 役
- ナースのお仕事シリーズ（フジテレビ） - 水島龍太郎 役
  - ナースのお仕事（1996年） レギュラー
  - ナースのお仕事3 第18話、第19話（2000年）
  - ナースのお仕事 離島編 / 再会編（2014年10月31日・11月1日）
- to Heart 〜恋して死にたい〜（1999年、TBS） - 樫野政樹 役
- カバチタレ!（2001年、フジテレビ） - 長谷川幸男 役
- 最後の家族（2001年、テレビ朝日） - 近藤洋人 役
- 女と愛とミステリー「監察医・篠宮葉月 死体は語る 親友の謎の死!」（2001年、テレビ東京） - 神谷健介 役
- 夢のカリフォルニア 第8話（2002年、TBS） - 横田優二 役
- ランチの女王 第3話、第10話 （2002年、フジテレビ） - 山城賢介 役
- 土曜ワイド劇場 （テレビ朝日）
  - 「車椅子の弁護士・水島威9 私は水島の娘です!」（2002年10月26日） - 隅田幸治 役
  - 「おとり捜査官・北見志穂10 左手を盗まれた美女連続殺人」（2006年5月6日） - 東郷仁 役
  - 「西村京太郎トラベルミステリー46 秋田新幹線・こまち連続殺人!」（2006年7月1日） - 永尾真一 役
  - 「鉄道捜査官13」（2012年5月5日） - 金谷俊一 役
  - 「司法教官・穂高美子3 死亡時刻が二転三転!?」（2014年5月31日） - 北森隼人 役
  - 「森村誠一の終着駅シリーズ28 残酷な視界」（2014年6月28日） - 岩田修作 役
  - 「温泉若おかみの殺人推理28 北海道定山渓〜スイーツフェアで連続殺人!!」（2014年9月13日） - 城戸礼二 役
- またのお越しを（2003年、TBS） - 相田英治 役
- 天使急便（2004年、ネットシネマ.tv） - 杉原俊 役
- 彼女が死んじゃった。 第5話 （2004年、日本テレビ） - 渡部護 役
- ホームドラマ! 第1話 （2004年、TBS） - 新見靖彦(新見まゆみ:紺野まひるの夫) 役
- 相棒 シーズン3 第4・5話 （2004年、テレビ朝日） - 松永慎二郎 役
- 月曜ミステリー劇場（TBS）
  - 税務調査官・窓際太郎の事件簿 12、13（2005年） - 田中義和 役
- 危険なアネキ（2005年、フジテレビ） - 根本俊哉 役
- 夜王〜YAOH〜（2006年、TBS） - 沢村慎吾 役
- 半分の月がのぼる空（2006年、テレビ東京） - 夏目吾郎 役
- いい女（2006年、TBS） - 本多浩行 役
- シアター創造堂「サインペンを創ったニッポン人」『未来創造堂』内（2006年、日本テレビ） - 大日本文具（現ぺんてる）世界初の水性マーカー創造者・若井登 役
- 週刊 赤川次郎 青春の決算（2007年、テレビ東京） - 柳原卓也 役
- 愛のうた!（2007年、TBS） - 黒川稲穂 役
- ジャッジ 〜島の裁判官奮闘記〜 第5話 （2007年、NHK） - 麓一平 役
- 死化粧師 第1話 （2007年、テレビ東京） - 日比野富行 役
- 月曜ゴールデン（TBS）
  - 「松本清張スペシャルドラマ・塗られた本」（2007年12月17日） - 谷尾（作家） 役
  - 「緑川警部 VS 殺人トランプ」（2011年9月12日） - 立花一樹 役
  - 「SP 八剱貴志」（2015年8月31日） - 仙堂繁之 役
- 温泉へGo!（2008年、TBS） - 村上修成 役
- 特命係長 只野仁 第38話（2009年2月、テレビ朝日） - 白石純平 役
- リアル・クローズ 第2話（2009年10月20日、関西テレビ）
- Xmasの奇蹟（2009年、東海テレビ） - 堤浩志 役
- 浅見光彦〜最終章〜 最終話（2009年12月16日、TBS） - 長峰刑事 役
- ハンチョウ〜神南署安積班〜シリーズ2 第6話（2010年2月17日、TBS） - 北原 役
- 八日目の蝉（2010年3月30日 - 5月4日、NHK） - 岸田 役
- 鬼龍院花子の生涯（2010年6月6日、テレビ朝日） - 田辺恭介 役
- SPEC〜警視庁公安部公安第五課 未詳事件特別対策係事件簿〜（2010年、TBS） - 馬場香 役
  - スペシャルドラマ SPEC〜翔〜（2012年4月1日）
- 遺恨あり 明治十三年 最後の仇討（2011年2月26日、テレビ朝日） - 萩谷（刺客） 役
- 水曜ミステリー9（テレビ東京）
  - 「捜査検事・近松茂道 桐生織伝説殺人事件」（2011年10月26日） - 佐久間刑事 役
  - 「刑事・ガサ姫〜特命・家宅捜索班〜3」（2014年6月11日） - 門田武明 役
  - 「ソタイ 組織犯罪対策課2」（2016年4月13日） - 黒澤久志 役
- 恋愛ニート〜忘れた恋のはじめ方 第1話（2012年1月20日、TBS） - 伊藤雅人 役
- 鈴子の恋（2012年、東海テレビ） - 一関大佐 役
- 遅咲きのヒマワリ〜ボクの人生、リニューアル〜 第4話（2012年11月13日、フジテレビ） - 松浦徹 役
- イロドリヒムラ 第8話（2012年12月3日、TBS） - 千葉正雄 役
- 捜査地図の女 最終話（2012年12月6日、テレビ朝日） - 堀江涼一 役
- ハンチョウ〜警視庁安積班〜 シリーズ6 第4話（2013年2月4日、TBS） - 桐島慎一 役
- 放課後グルーヴ 第4話（2013年5月13日、TBS） - トラック運転手 役
- 遺留捜査 第3シリーズ 第7話（2013年5月29日、テレビ朝日） - 島崎真彦 役
- 濃姫II〜戦国の女たち（2013年6月23日、テレビ朝日） - 明智十兵衛光秀 役
- 半沢直樹 第2話・第4話（2013年7月14日・8月4日、TBS） - 板橋平吾（淡路鋼材社長） 役
- 科捜研の女 第13シリーズ 第4話（2013年11月7日、テレビ朝日） - 倉貫稔 役
- 隠蔽捜査 第6話・第7話（2014年2月17日・24日、TBS） - ケン・ハックマン 役
- SHARK（2014年1月12日 - 3月30日、日本テレビ） - 吉村隆弘 役
  - SHARK〜2nd Season〜（2014年4月20日 - 7月13日）
- 天誅〜闇の仕置人〜 第7話・最終話（2014年3月7日・14日、フジテレビ） - 滝崎哲彦 役
- スペシャルドラマ「LEADERS リーダーズ」（2014年3月22日・23日、TBS） - 山崎亘役
- 刑事110キロ 第2シリーズ 第3話（2014年5月8日、テレビ朝日） - 本橋慶次 役
- おわこんTV 第3話（2014年7月15日、NHK BSプレミアム） - 大文字昇 役
- 家族狩り（2014年7月 - 9月、TBS） - 駒田幸一 役
- ウルトラマンギンガS 第13話 - 最終話（2014年12月2日 - 12月23日、テレビ東京） - 神山政紀 役
- 破門（2015年1月9日 - 3月6日、BSスカパー!） - 橋本健夫 役
- デート〜恋とはどんなものかしら〜 第3話（2015年2月2日、フジテレビ） - 岡島 役
- ヤメゴク〜ヤクザやめて頂きます〜（2015年4月16日 - 6月18日、TBS） - 水原公樹 役
- 三匹のおっさん2〜正義の味方、ふたたび!!〜 第1話（2015年4月24日、テレビ東京） - 竹田正信 役
- 新・牡丹と薔薇（2015年11月30日 - 2016年1月29日、東海テレビ制作・フジテレビ） - 小日向崑一 役
- 警視庁・捜査一課長Season1 第1話（2016年、テレビ朝日） - 景山史朗 役
- 月曜名作劇場 （TBS）
  - 「あんみつ検事の捜査ファイル1」（2016年6月13日） - 寺島周二 役
  - 「オバチャン保険調査員 赤宮楓のマル秘事件簿」（2017年8月21日） - 岩倉鉄推 役
  - 「内田康夫サスペンス 新・浅見光彦シリーズ・漂泊の楽人 越後〜沼津・哀しき殺人者」（2017年10月30日） - 二宮次郎 役
- スペシャルドラマ「老人ホーム「ハッピー・ロード」愉快な仲間たちの事件簿」（2016年9月11日、テレビ東京） - 森真一郎 役
- IQ246〜華麗なる事件簿〜 第3話（2016年10月30日、TBS） - 下村辰也 役
- 逃げるは恥だが役に立つ 第3・4・9・10話（2016年10月25日・11月1日・12月6日・13日、TBS） - 田島良彦 役
- スニッファー 嗅覚捜査官 第2話（2016年10月29日、NHK）
- キャバすか学園 第2話・第3話（2016年11月6日・13日、日本テレビ) - 前田 役
- 仮面ライダーエグゼイド 第13話・第14話（2017年1月8・15日、テレビ朝日） - 白河一樹 役
- 下剋上受験（2017年1月13日 - 3月17日、TBS） - 梅本 役
- 孤独のグルメ Season6 第8話（2017年5月27日、テレビ東京） - 竹内社長 役
- マジで航海してます。（2017年7月3日 - 31日、MBS・TBS） - 関根啓司 役
- 警視庁ゼロ係〜生活安全課なんでも相談室〜 SECOND SEASON 第3話「生放送中の殺人! 2つの完全犯罪…」（2017年8月4日、テレビ東京） - 植松浩二 役
- 日曜ワイド 「特殊犯罪課・花島渉2」（2017年9月17日、テレビ朝日） - 新田明彦 役
- オーファン・ブラック〜七つの遺伝子〜（2017年12月2日 - 2018年1月27日、東海テレビ・フジテレビ系） - 金城剛 役
- 京都南署鑑識ファイル12（2018年4月1日、テレビ朝日） - 平尾淳一 役
- ブラックペアン 第1話（2018年4月22日、TBS） - 横山正 役
- 未解決の女 警視庁文書捜査官 第7話・最終話（2018年5月31日・6月7日、テレビ朝日） - 秋田昇 役
- 直撃!シンソウ坂上2時間SP～日航123便からのメッセージ・33年目の真相～（2018年8月16日、フジテレビ）  - 谷口正勝 役
- テレビ東京開局55周年特別企画 ドラマスペシャル・あまんじゃく 元外科医の殺し屋が医療の闇に挑む!（2018年9月24日、テレビ東京） - 浦野玲哉 役
- 月曜名作劇場 「警視庁南平班～七人の刑事～11」（2018年10月29日、TBS） - 柿崎忠和 役
- 黄昏流星群～人生折り返し、恋をした（2018年10月11日 - 12月13日、フジテレビ） - 須藤武史 役
- 下町ロケット（2018年10月14日 - 12月23日・2019年1月2日、TBS） - 稲本彰 役
- 高嶺と花（2019年3月18日 - 5月6日、FOD / 4月23日 - 6月18日、フジテレビ） - 鷹谷狭谷 役
- ストロベリーナイト・サーガ（2019年4月11日 - 6月20日、フジテレビ） - 橋爪俊介 役
- 歌舞伎町弁護人 凛花（2019年4月13日 - 7月6日、BSテレ東） - しのぶ 役
- 執事 西園寺の名推理2 第1話「殺人イリュージョンの罠」（2019年4月19日、テレビ東京） - 金田良一 役
- 日曜プライム（テレビ朝日）
  - おかしな刑事21（2019年10月20日） - 瀬川光 役
  - 狩矢父娘シリーズ20「京都俳句ツアー殺人事件」（2020年2月23日） - 伏見京一 役
  - 家栽の人（2020年5月17日） - 香川康介 役
- ミリオンジョー 第5話・第7話（2019年11月7日・21日、テレビ東京） - 本杉テツヤ 役
- SEDAI WARS（2020年1月6日 - 2月17日、毎日放送 / 2020年1月8日 - 2月19日、TBS） - 大谷修 役[1]
- 今野敏サスペンス 機捜235（2020年4月24日、テレビ東京） - 諸岡仁志 役[2]
- 女子グルメバーガー部 第3話（2020年7月25日、テレビ東京） - 高木 役[3]
- カンパニー（2021年1月10日 - 、NHK BSプレミアム） - 相馬薫 役
- バイプレイヤーズ〜名脇役の森の100日間〜 第7話 （2021年2月20日、 テレビ東京） 岡田浩暉 本人役
- 東京地検の男（2021年3月24日、テレビ朝日） - 田中和也 役
- 小河ドラマ 徳川☆家康 （2021年4月1日 - 4月22日、 関西テレビ） - 榊原康政 役
- IP〜サイバー捜査班（2021年） - 石本武明 役
- 報道の日2021「硫酸事件86時間逮捕の舞台裏」（2021年12月19日、TBS） - 瀬田和善 役
- 月曜プレミア8 さすらい署長 風間昭平 15（2022年1月24日、テレビ東京） - 貴崎寛治 役[4]
- DCU 〜手錠を持ったダイバー〜 第7話・第8話・最終話（2022年3月6日・13日・20日、 TBS） -  笠原英伍 役
- ゲキカラドウ2 第6話（2023年5月12日、テレビ東京） - 姉ヶ崎太郎 役[5]

### ウェブドラマ
- SICK'S 厩乃抄 〜内閣情報調査室特務事項専従係事件簿〜 第拾四話・第拾伍話（2019年10月26日・11月9日、Paravi） - 馬場香 役
- トークサバイバー！～トークが面白いと生き残れるドラマ～  第4話・第7話（2022年3月8日、Netflix） - 久保田 役

### バラエティ
- 笑×演（2017年5月25日、テレビ朝日）

### 映画
- メトロポリス（2001年） - （声の出演）ロック役[6]
- ナースのお仕事ザ・ムービー（2002年） - 水島龍太郎 役
- KEEP ON ROCKIN'（2003年） - 高原英二 役
- いま、会いにゆきます（2004年）
- WARU（2006年）
- チェリーパイ（2006年） - 辻内透 役
- BABY BABY BABY! -ベイビィ ベイビィ ベイビィ-（2009年） - 次郎ちゃん 役
- 劇場版 SPECシリーズ - 馬場香 役
  - 劇場版 SPEC〜天〜（2012年）
  - 劇場版 SPEC〜結〜 漸ノ篇 / 爻ノ篇（2013年11月連続公開）
- からっぽ（2012年） - 志藤 役
- 仮面ライダーフォーゼ THE MOVIE みんなで宇宙キターッ!（2012年） - 冴葉晴海 役
- 仮面ライダー×スーパー戦隊×宇宙刑事 スーパーヒーロー大戦Z（2013年） - グランダインの声 役
- 御手洗薫の愛と死 （2014年）
- 少女は異世界で戦った（2014年） - 柳生太一郎 役
- 鏡の中の笑顔たち （2015年）
- お盆の弟（2015年） - 藤村 役
- 天空の蜂 （2015年） - 綿重工技術本部守衛 役
- きょうのキラ君（2017年） - 吉良幸平 役
- たった一度の歌（2018年）− 中村肇 役
- 七つの会議（2019年）  -  佐野健一郎 役
- 高津川（2020年）　-  椋健一 役
- 想い出を、ラブソングにのせて（2021年）　- 橘俊作 役
- みんな生きている 〜二つ目の誕生日〜 （2022年）　- 桜井高志 役

### Vシネマ
- YOKOHAMA BLACK（2016年9月） - 模睦連合会 剣崎大我
- YOKOHAMA BLACK2（2016年11月） - 模睦連合会 剣崎大我

### 舞台
- ラパン・アジールに来たピカソ（2000年10月5日 - 11月19日、世田谷パブリックシアターほか） - 訪問者 役
- ライアー・ガール（2002年）
- レ・ミゼラブル（2003年 - 2006年、東宝、帝国劇場ほか） - マリウス 役
- 星の王子さま（2005年8月7日 - 23日、TBS/キョードー東京、新国立劇場 中劇場） - 飛行士 役
- LOVE LETTERS 2006年 February Special （2006年2月23日 ･ 2月24日 PARCO劇場） - アンディ 役
- スウィート・チャリティ（2006年9月5日 - 10月4日、フジテレビジョン、ル・テアトル銀座ほか） - オスカー・リンドクィスト 役
- TITANIC the musical （2007年1月15日 - 2月4日、フジテレビジョン、東京国際フォーラム ホールC） - ウィリアム・マードック（一等航海士） 役
- 血の婚礼（2007年5月 - 6月 原作：フェデリコ・ガルシーア・ロルカ 東京グローブ座 他） - 花婿 役
- ALL SHOOK UP（2007年12月8日 - 21日 フジテレビジョン 東京青山劇場、12月27日 - 30日 大阪シアターBRAVA!） - デニス 役
- MIDSUMMER CAROL ガマ王子 vs ザリガニ魔人（2008年3月21日：PARCO劇場 - 4月21日：愛知厚生年金会館） - 浅野 役
- アプサンス 〜ある不在〜 （2008年6月19日 - 6月29日、俳優座劇場） - 看護人 役
- 竹内まりやソングミュージカル『本気でオンリーユー』（2008年9月12日 - 10月5日、フジテレビジョン、PARCO劇場） - 芦田徹 役
- カゴツルベ （2009年3月16日 - 3月31日 青山劇場、4月16日 - 4月19日 NHK大阪ホール） -  文左衛門 役
- ミュージカル『ブラッド・ブラザーズ』（2009年8月7日 - 9月27日 シアタークリエ） - エディ 役（8月・田代万里生とのダブルキャスト）
- ALL SHOOK UP（2009年10月9日 - 10月17日 東京公演：青山劇場 大阪公演：シアターBRAVA！ 名古屋公演：愛知県芸術劇場大ホール） - デニス 役
- アプサンス 〜ある不在〜 （2010年1月20日 - 1月24日 紀伊國屋サザンシアター、1月26日 ･ 1月28日 鎌倉芸術館、1月30日 ･ 1月31日 兵庫県立芸術文化センター） - 看護人 役 ＊再演
- 風と共に去りぬ（2011年6月18日 - 7月10日 帝国劇場） - アシュレイ 役
- マリア・マグダレーナ来日公演『マグダラなマリア』 〜魔愚堕裸屋・恋のカラ騒ぎ〜（2011年10月） - ヴェロニカ 役
- エリザベート（2012年5月9日 - 6月27日 帝国劇場、7月5日 - 26日博多座、8月 中日劇場、9月1日 - 28日 梅田芸術劇場） - フランツ・ヨーゼフ 役 ＊石川禅とWキャスト
- プロミセス・プロミセス （2012年12月15日 - 12月23日、 新国立劇場） - シェルドレイク 役
- その後のふたり （2013年4月14日 天王洲 銀河劇場） ｰ 純哉 役
- 10 MILLON MILES （2013年8月24日 - 9月1日 新国立劇場） - デュエイン 役
- クリエ ･ ミュージカル ･ コレクション （2014年1月4日 - 1月23日 シアタークリエ、 1月25日 ･ 1月26日 梅田芸術劇場、1月27日 ･ 1月28日 愛知県芸術劇場、1月30日 北九州ソレイユホール）
- クリエ・ミュージカル・コレクションⅡ （2015年2月20日 - 3月11日 シアタークリエ、3月13日 - 3月15日 梅田芸術劇場、3月21日 ･ 3月22日 中日劇場、3月24日 福岡サンパレスホテル&ホール）
- グッバイ・ガール （2015年8月7日 - 8月23日、東京国際フォーラム） - エリオット 役
- 岡田浩暉25周年記念ミュージカルライブ『KOHKI OKADA presents I Love Musical』（2016年2月6日 - 7日、東京グローブ座）出演・企画・構成
- クリエ・ミュージカル・コレクションⅢ （2017年2月9日 - 3月5日 シアタークリエ）
- ミュージカル ファントム（2019年11月 - 12月、赤坂ACTシアター / 梅田芸術劇場） - ゲラール・キャリエール 役
- KOHKI OKADA PRESENTS 『I Love Musical 2021』〜岡田浩暉デビュー30周年記念〜 （2021年12月24日 - 12月26日、 第一生命ホール）
- next to normal （2022年3月25日 - 4月17日 シアタークリエ、4月21日 - 4月24日 兵庫県立芸術文化センター、4月29日 日本特殊陶業市民会館 ビックリホール） - ダン役 ＊渡辺大輔とWキャスト
- 殺人の告白 （2022年6月17日 - 6月26日 サンシャイン劇場） - チョン・ウヌ 役
- アルキメデスの大戦 （2022年10月1日 - 10月17日 シアタークリエ、10月21日 - 10月23日 梅田芸術劇場 シアター・ドラマシティ、10月25日 静岡市清水文化会館 マリナート・大ホール、10月27日・10月28日 日本特殊陶業市民会館 ビレッジホール、10月30日 レクザムホール 大ホール） - 平山忠道 役
- ドリームガールズ （2023年2月5日 - 2月14日 東京国際フォーラム ホールC、2月20日 - 3月5日 梅田芸術劇場 メインホール、3月11日 - 3月15日 博多座、3月22日 - 3月26日 御園座） - ジェームス・“サンダー”・アーリー 役
- ファントム    (2023年7月22日 - 8月6日 梅田芸術劇場 メインホール、 8月14日 - 9月10日 東京国際フォーラム ホールC） - ゲラール・キャリエール 役
- ジャンヌ・ダルク（2023年11月28日 - 12月17日 東京建物 Brillia HALL、12月23日 - 26日 オリックス劇場） - ベッドフォード公 役[7][8]
- ロミオ＆ジュリエット(2024年5月16日-6月10日新国立劇場 中劇場、6月22日(土)・6月23日(日)刈谷市総合文化センター、2024年7月3日(水)-7月15日(月・祝)梅田芸術劇場メインホール）-キャピュレット卿
- ミュージカル『チョコレート・アンダーグラウンド』（2025年6月5日 - 15日、よみうり大手町ホール / 6月21日、森ノ宮ピロティホール / 6月28日・29日、富山県民会館 ホール） - ジョン・ブレイズ 役[9][10]

### コンサート
- モーリー・イェストン生誕80周年記念コンサート『Life's A Joy! Life Goes On!!』with 20years of Gratitude from Umeda Arts Theater（2025年7月19日・20日、東京国際フォーラム ホールA / 7月25日・26日、梅田芸術劇場 メインホール）[11]
- I LOVE MUSICAL 2025〜この曲をあなたへ〜（2025年9月6日〈予定〉、きゅりあん 大ホール）[12]

### ゲーム
- 仮面ライダー バトライド・ウォーII（2014年、PS3・Wii U） - グランカー 役
- スーパーヒーロージェネレーション（2014年、PS3・PS Vita） - グランダイン 役

## 作品

### 岡田浩暉

#### シングル
|     | 発売日        | タイトル           | 規格品番  | 収録曲                                                                            |
| --- | ------------- | ------------------ | --------- | --------------------------------------------------------------------------------- |
| 1st | 1996年8月21日 | 不器用なラブソング | SRDL-4260 | 1. 不器用なラブソング 2. 不器用なラブソング（Backing Track）                      |
|     | 2013年3月27日 | 手をつなごうよ     | 配信のみ  | 1. 手をつなごうよ                                                                 |
| 2nd | 2018年4月7日  | 宙のうた           | MEGR-0077 | 1. 宙のうた 2. Rainbow Connection（Instrumental） 3. 宙のうた（karaoke）          |
| 3rd | 2019年6月26日 | 遠い約束           | EVRES-1   | 1. 遠い約束 2. 正直者よ! 3. 遠い約束（Instrumental） 4. 正直者よ!（Instrumental） |

#### アルバム
|     | 発売日        | タイトル | 規格品番  | 収録曲 |
| --- | ------------- | -------- | --------- | --- |
| 1st | 1996年11月1日 | HIP88    | SRCL-3691 | 1. ここにいな 2. 働き者な毎日〜僕を説得して〜 3. Easy Mercy No.3 4. LONG RUNNING 5. 不器用なラブソング 6. BACK OF DREAM 7. 100分の1の確率 8. 〜prayer〜 9. STRESSとDIET 10. 孤独という名の毒薬 11. sleep through the night |

#### 参加作品
- 追憶（2017年10月25日発売「Todos del Tango(タンゴのすべて)」に収録）

### the Garden eel
（ザ・ガーデン・イール）
日本の2人組バンドである。2002年結成。シングルCDを2枚発表した後に活動停止。
- メンバー
  - 岡田浩暉（ボーカル・ギター）
  - Tatsuya（ギター・ボーカル）

#### シングル
|     | 発売日         | タイトル                   | 規格品番  | 収録曲 |
| --- | -------------- | -------------------------- | --------- | --- |
| 1st | 2003年1月29日  | Avenue〜あの頃のボクたち〜 | UPCH-5161 | 1. Avenue〜あの頃のボクたち〜（愛の劇場『またのお越しを』主題歌） 2. SUKISA 3. Avenue〜あの頃のボクたち〜（Backing Track） 4. SUKISA（Backing Track） |
| 2nd | 2003年11月19日 | KEEP ON ROCKIN'            | PTCC-1008 | 1. KEEP ON ROCKIN'（single version） 2. FATAL ATTRACTION 3. 〜俺のロックは終わったのか?〜 4. 〜我等が出世頭に乾杯!〜 5. ROCK SCHOOL ROCK 6. 〜お前の音楽なんか聴きたくない〜 7. 〜予測のつかない事〜 8. KEEP ON ROCKIN'〜音楽が生まれる時〜［guitar］ 9. KEEP ON ROCKIN'〜父の遺したもの〜［orchestra］ 10. KEEP ON ROCKIN'〜そしてライブの幕が開く〜 |

### 「たった一度の歌」バンド with 農業合唱団ナレッジ・ステープル・シンガーズ
- メンバー
  - 高橋和也（ボーカル）
  - 岡田浩暉（ボーカル）
  - UEBO（ギター・コーラス）
  - 蔵下穂波（コーラス）
  - 田嶋高志（コーラス）
  - 須藤叶希（コーラス）

#### シングル
|     | 発売日        | タイトル           | 規格品番  | 収録曲 |
| --- | ------------- | ------------------ | --------- | --- |
| 1st | 2018年6月20日 | 永遠の川（完全版） | TIUT-0808 | 1. 永遠の川（完全版） 2. LIFE（たった一度の歌ver） 3. たった一度の歌〜エンドタイトル〜 4. 永遠の川（instrumental） |